# Estensan
Estensan ist eine französische Gemeinde mit 45 Einwohnern (Stand 1. Januar 2022) im Département Hautes-Pyrénées in der Region Okzitanien. Sie gehört zum Arrondissement Bagnères-de-Bigorre und zum Kanton Neste, Aure et Louron.

## Geographie
Die Gemeinde liegt in der historischen Provinz Bigorre, in der Landschaft Pays d’Aure.
| Bazus-Aure | Bourisp                                     | Camparan |
| Sailhan    | Kompassrose, die auf Nachbargemeinden zeigt | Azet     |
|            | Ens                                         |          |

Der Gemeindehauptort liegt in etwa 900 m auf der linken Flanke des Vallée d’Aure, durch das der Fluss Neste d’Aure verläuft. Der Ort liegt etwa 40 km südöstlich von Lourdes. Die Gemeinde hat eine äußerst geringe Bevölkerungsdichte.

## Bevölkerungsentwicklung
Die Entwicklung der Einwohnerzahl ist durch Volkszählungen, die seit 1962 durchgeführt werden, bekannt. Im 21. Jahrhundert werden in Gemeinden mit weniger als 10.000 Einwohnern alle fünf Jahre Volkszählungen durchgeführt, in größeren Städten jedes Jahr.
| Jahr      | 1962 | 1968 | 1975 | 1982 | 1990 | 1999 | 2006 | 2007 | 2009 |
| Einwohner | 67   | 60   | 51   | 37   | 32   | 36   | 39   | 39   | 42   |

## Sehenswürdigkeiten

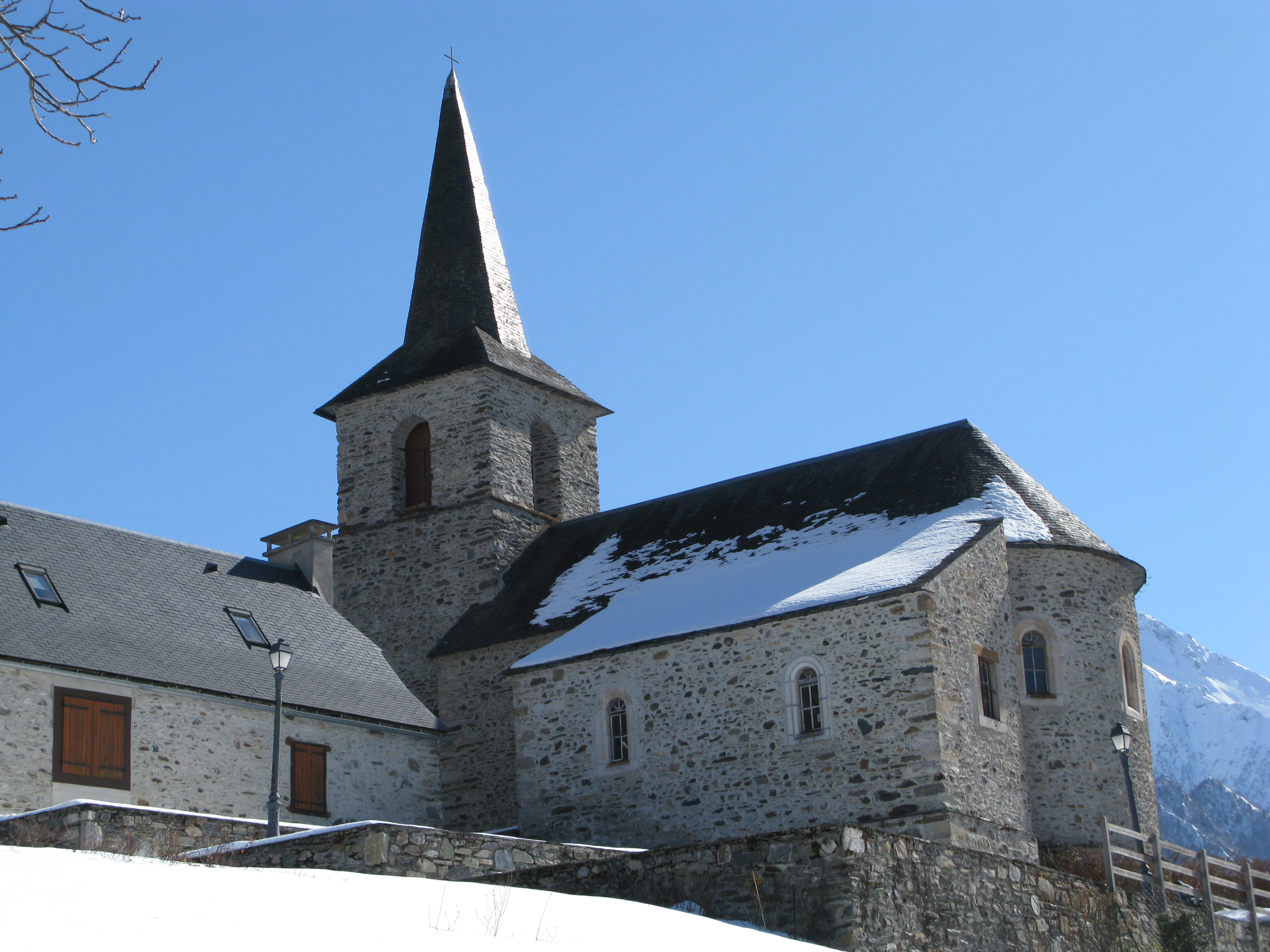
Kirche Saint-Michel

Die Gemeinde verfügt über mehrere Kulturdenkmäler, die als Monument historique eingestuft sind.
- Église Saint-Michel d’Estensan (deutsch: Kirche St. Michael in Estensan), neoromanische Kirche aus dem 19. Jahrhundert